# 88:an
För andra 88:or, se 88 (olika betydelser).

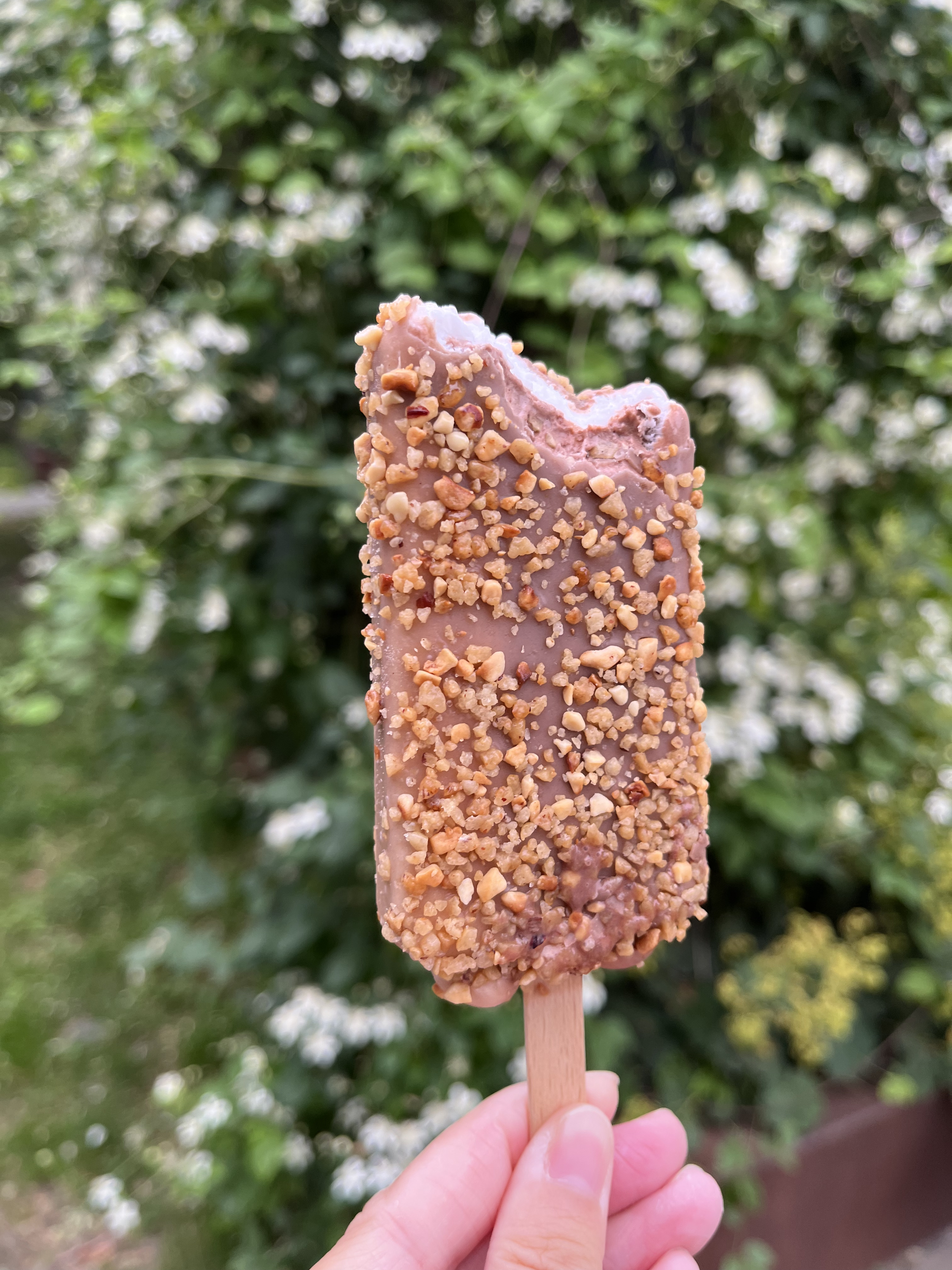
88:an.

88:an är en pinnglass från GB Glace bestående av vanilj- och ischokladglass med nötkrokant. Den säljs styckvis och ingår även i bland annat GB:s blandade 18-pack GB Klassiker.

## Bakgrund
Glassen lanserades år 1964 av Trollhätteglass. 88:an hade en amerikansk förebild och hade kommit till Sverige genom Unilever. Året innan hade 77:an (vaniljglass med jordgubbssylt doppad i choklad med kaksmulor) lanserats; även den kom från Unilever. 77:an överlevde dock inte lika länge. 1965 gjordes även ett försök att lansera en större variant av 88:an, nämligen 99:an. 99:an bestod av vaniljglass med två strängar fransk toffee doppad i mörk choklad med knaprig kaksplitt. Försöket varade bara en säsong.
Namnet 88:an var från början ett arbetsnamn eftersom det var den 88:e produkten som Trollhätteglass tog fram.
År 1973 fusionerade Trollhätteglass med Glace-Bolaget. 88:an var den enda Trollhätteglassen som överlevde fusionen. 1975 lanserades 89:an (vaniljglass med svartvinbärsfudge och nötkrokant). Den försvann dock efter två år.

### Liknande glassar
För att rida på 88:ans framgångar har andra glassföretag lanserat liknande glassar. Triumfglass, Sia Glass och Engelholmsglass variant heter Nötkrokant, medan Hemglass valt att namnge sin variant efter seriefiguren 91:an Karlsson.
År 2002 lanserades 88:an Black (vanilj- och lakritsglass med lakritsöverdrag och saltlakritskrisp). Den följdes året därpå upp av 88:an Blue (vanilj- och blåbärsglass med blåbärsöverdrag och blåbärskulor). Samma år lanserades 88:an Black av danska Frisko och finska GB Glace, men då hette den bara 88 Black.

## Glassrasismdebatten 2005
I april 2005 anmälde Antidiskrimineringsbyrån i Malmö 88:an till Diskrimineringsombudsmannen (DO) för dess påstått nazistiska budskap (se åttioåtta); 88 i sifferform används inom nynazistiska kretsar som noaord för frasen "Heil Hitler", då bokstaven H är den åttonde i det latinska alfabetet. Talet 88 har därför används i nazistiska bandnamn och tidskrifter, exempelvis vit makt-banden Section 88, Warfare 88 och Konkwista 88. Talet 88 har även tryckts på nazistiska tröjor. Enligt Antidiskrimineringsbyrån stod för Heil Hitler. Anmälan gjordes kort efter att massmedia uppmärksammat att Centrum mot rasism anmält glassen Nogger Black till DO.